# Ентони Годфри
Ентони Францис Годфри (енгл. Anthony Francis Godfrey; 11. јул 1961) амерички је каријерни дипломата у класи министра-саветника и бивши амбасадор САД у Србији.

## Образовање
Амбасадор Годфри је дипломирао са највишим почастима на Универзитету Калифорнија у Дејвису.
Добитник је бројних признања, између осталих Награде Џејмса А. Бејкера III као најбољи заменик амбасадора за 2018. годину. Говори руски, српскохрватски и турски.

## Каријера
Од 2015. до 2019. године био је најпре министар-саветник за политичка питања, а затим и заменик амбасадора САД у Москви. Од 2013. до 2015. године био је на челу Канцеларије за Ирак у Бироу за Блиски исток Стејт департмента и министар-саветник за политичка питања у Амбасади САД у Багдаду од 2012. до 2013. године. Током своје каријере дуге скоро 40 година, која обухвата службе у Америчкој морнарици и Стејт департменту, амбасадор Годфри је постао стручњак за средње-европске и јужноевропске послове.
Амбасадор Годфри је радио као директор за Турску и евроазијску енергетику у Савету за националну безбедност у периоду од 2011. до 2012. године и као саветник за политичко-војне послове у Амбасади САД у Анкари од 2008. до 2011. године. Био је заменик амбасадора у Амбасади САД у Јеревану у Јерменији од 2004. до 2007. године, а пре тога је радио у Политичком одељењу Амбасаде САД у Загребу од 2001. до 2004. године. Од 1998. до 2000. године је радио у Канцеларији за Русију у Бироу за европске и евроазијске послове, а од 1996. до 1997. године у Грозном, у Русији, као заменик шефа ОЕБС-ове Групе за помоћ у Чеченији. У периоду од 1980. до 1992. године је служио у Морнарици Сједињених Држава, укључујући и службе у Турској и Јапану. Учио је руски језик на Војном институту за стране језике у Монтереју у савезној држави Калифорнији. Његов последњи војни ангажман у трајању од четири године био је на пословима контроле совјетске имплементације споразума о контроли наоружања при Инспекцијској агенцији на терену.

## Приватан живот
Амбасадор Годфри је ожењен Аном (девојачко: О’Тул), коју је упознао током своје службе у Даблину. Имају троје деце, старости 27, 19 и 18 година.